# (2739) Taguacipa
(2739) Taguacipa (1952 UZ1; 1951 KJ; 1959 NH) ist ein ungefähr elf Kilometer großer Asteroid des inneren Hauptgürtels, der am 17. Oktober 1952 vom US-amerikanischen Astronomen Joseph Brady am Mount-Wilson-Observatorium auf dem Mount Wilson in den San Gabriel Mountains nordöstlich von Los Angeles in Kalifornien in den Vereinigten Staaten (IAU-Code 672) entdeckt wurde.

## Benennung
(2739) Taguacipa wurde nach Taguacipa, dem großen Betrüger in der Mythologie der Inka, benannt. Er ist der böse Doppelgänger des Schöpfers Wiraqucha, nach dem der Asteroid (2738) Viracocha benannt ist.